# Edwin Thiele
Edwin Richard Thiele (ur. 1895, zm. 1986) – amerykański misjonarz adwentystyczny, bakałarz języków starożytnych, magister archeologii, doktor archeologii biblijnej i profesor Starego Testamentu na Andrews University w Berrien Springs, znany z opracowanej w 1943 r. chronologii królów hebrajskich, będącej obecnie najbardziej rozpowszechnioną w historiografii starożytnego Bliskiego Wschodu.